# Asiabrug
De Asiabrug was een brug in het Antwerpse havengebied op de rechteroever van de Schelde, in de zogenaamde oude haven. De brug lag over de verbindingsgeul tussen het Asiadok en het Houtdok.
De Asiabrug was een draaibrug aangedreven door waterdruk met een doorvaartbreedte van 15 meter. De brug was de laatste jaren permanent geopend voor het scheepvaartverkeer. De weg loopt ook niet meer door. Het brugdek is niet meer aanwezig. Er liep één treinspoor over deze brug. 
Albertbrug · Asiabrug · Berendrechtbrug · Boudewijnbrug · Droogdokbrug · Farnesebrug · Frederik Hendrikbrug · Kattendijkbrug · Kempischebrug · Kruisschansbrug · Lefèbvrebrug · Lillobrug · Londenbrug · Luikbrug · Meestoofbrug · Melselebrug · Mexicobrug · Nassaubrug · Noorderlaanbrug · Noordkasteelbrug · Noordlandbrug · Oosterweelbrug · Oudendijkbrug · Petroleumbrug · Royersbrug · Siberiabrug · Straatsburgbrug · Van Cauwelaertbrug · Willembrug · Wilmarsdonkbrug · Zandvlietbrug · Ophaalbrug Merksem Groot Dok · Ophaalbrug Merksem Klein Dok